# Государственный советник РСФСР
Государственный советник РСФСР — должность, учрежденная Президентом РСФСР Б. Н. Ельциным 19 июля 1991 г. Предполагалось, что это будут высшие должностные лица государства, работающие под непосредственным руководством Президента, входящие в состав Государственного совета РСФСР и отвечающие за определённые направления политики государства (например: Государственные советники РСФСР по правовой политике; по взаимодействию с общественными объединениями; по экологии и здравоохранению; по вопросам экономического сообщества и межреспубликанских отношений; по делам науки и высшей школы; по делам конверсии; по вопросам семьи, материнства и детства; по вопросам охраны границы и др.).
Практика деятельности Государственных советников РСФСР показала, что, во-первых, они пытались выступать в качестве высших руководителей государства и, во-вторых, стали подменять подразделения Правительства РСФСР или пытаться давать им указания. В результате распоряжением от 30 ноября 1991 г. № 109-рп Президент определил, что Государственные советники РСФСР управомочены оказывать ему консультативную и экспертную помощь по вопросам порученных им направлений деятельности и не вправе вмешиваться в оперативную деятельность органов государственной власти и управления, а также издавать распоряжения, обязательные для исполнения другими государственными и общественными органами. Указом от 6 мая 1992 г. № 465 должность Государственного советника Российской Федерации преобразована в должность советника Президента Российской Федерации (сама должность советника Президента была учреждена ранее и имела более низкий ранг).
Каждый Государственный советник РСФСР имел свою Службу, входившую в состав Администрации Президента РСФСР.

## Государственные советники РСФСР
Всего на должность Государственного советника РСФСР (с 25 декабря 1991 г. — Российской Федерации) назначались 11 человек, один из них — С. М. Шахрай одновременно с этой должностью с 12 декабря 1991 г. по 20 апреля 1992 г. занимал должность Заместителя Председателя Правительства РСФСР (Российской Федерации).
1. Шахрай Сергей Михайлович — Указом Президента РСФСР от 19 июля 1991 г. № 6 назначен Государственным советником РСФСР по правовой политике; Указом Президента Российской Федерации от 15 июня 1992 г. № 634 освобожден от обязанности Государственного советника Российской Федерации по правовой политике
2. Скоков Юрий Владимирович — Указом Президента РСФСР от 19 июля 1991 г. № 11 назначен Государственным советником РСФСР — Секретарем Совета по делам Федерации и территорий при Президенте РСФСР; Указом Президента РСФСР от 12 сентября 1991 г. № 116 освобожден от должности Государственного советника РСФСР — Секретаря Совета по делам Федерации и территорий при Президенте РСФСР и назначен Государственным советником РСФСР — Секретарем Комиссии при Президенте РСФСР по разработке предложений по статусу, структуре и порядку деятельности Совета безопасности РСФСР; Указом Президента Российской Федерации от 3 апреля 1992 г. № 352 освобожден от занимаемой должности и назначен Секретарем Совета безопасности Российской Федерации
3. Станкевич Сергей Борисович — Указом Президента РСФСР от 27 июля 1991 г. № 20 назначен Государственным советником РСФСР по взаимодействию с общественными объединениями[2] ; Указом Президента Российской Федерации от 10 февраля 1992 г. № 136 назначен Государственным советником Российской Федерации по политическим вопросам (Указ Президента РСФСР от 27 июля 1991 г. № 20 признан утратившим силу); Указом Президента Российской Федерации от 2 сентября 1992 г. № 1043 в связи с преобразованием должности государственного советника Российской Федерации в должность советника Президента Российской Федерации назначен советником Президента Российской Федерации по политическим вопросам
4. Яблоков Алексей Владимирович — Указом Президента РСФСР от 14 августа 1991 г. № 44 назначен Государственным советником РСФСР по экологии и здравоохранению; Указом Президента Российской Федерации от 24 февраля 1992 г. № 183 назначен Государственным советником Российской Федерации по политике в области экологии и охраны здоровья (Указ Президента РСФСР от 14 августа 1991 г. № 44 признан утратившим силу); Указом Президента Российской Федерации от 8 августа 1992 г. № 841 в связи с преобразованием должности государственного советника Российской Федерации в должность советника Президента Российской Федерации назначен советником Президента Российской Федерации по вопросам экологии и охраны здоровья
5. генерал армии Кобец Константин Иванович — Указом Президента РСФСР от 10 сентября 1991 г. № 115 назначен Государственным советником РСФСР по обороне; Указом Президента Российской Федерации от 25 марта 1992 г. № 300 в связи с образованием Министерства обороны Российской Федерации упразднена должность Государственного советника Российской Федерации по обороне (Указ Президента РСФСР от 10 сентября 1991 г. № 115 признан утратившим силу)
6. Гранберг Александр Григорьевич — Указом Президента РСФСР от 22 октября 1991 г. № 151 назначен Государственным советником РСФСР по вопросам экономического сообщества и межреспубликанских отношений; Указом Президента Российской Федерации от 10 апреля 1992 г. № 381 назначен Государственным советником Российской Федерации по экономическим и социальным вопросам Содружества государств (Указ Президента РСФСР от 22 октября 1991 г. № 151 признан утратившим силу); Указом Президента Российской Федерации от 8 августа 1992 г. № 839 в связи с преобразованием должности государственного советника Российской Федерации в должность советника Президента Российской Федерации назначен советником Президента Российской Федерации по экономическим и социальным вопросам Содружества государств
7. Малышев Николай Григорьевич — Указом Президента РСФСР от 12 ноября 1991 г. № 196 назначен Государственным советником РСФСР по делам науки и высшей школы; Указом Президента Российской Федерации от 8 августа 1992 г. № 840 в связи с преобразованием должности государственного советника Российской Федерации в должность советника Президента Российской Федерации назначен советником Президента Российской Федерации по вопросам науки и высшей школы
8. Малей Михаил Дмитриевич — Указом Президента РСФСР от 20 ноября 1991 г. № 224 назначен Государственным советником РСФСР по вопросам конверсии; Указом Президента Российской Федерации от 8 августа 1992 г. № 838 в связи с преобразованием должности государственного советника Российской Федерации в должность советника Президента Российской Федерации назначен советником Президента Российской Федерации по вопросам конверсии
9. Лахова Екатерина Филипповна — Указом Президента РСФСР от 20 ноября 1991 г. № 225 назначена Государственным советником РСФСР по вопросам семьи, материнства и детства; Указом Президента Российской Федерации от 28 августа 1992 г. № 1005 в связи с преобразованием должности государственного советника Российской Федерации в должность советника Президента Российской Федерации назначена советником Президента Российской Федерации по вопросам семьи, материнства и детства
10. генерал-полковник Калиниченко Илья Яковлевич — Указом Президента РСФСР от 16 декабря 1991 г. № 285 назначен Государственным советником РСФСР по вопросам охраны границы; Указом Президента Российской Федерации от 7 июля 1992 г. № 753 освобожден от должности Государственного советника Российской Федерации по вопросам охраны границы
11. Воронцов Юлий Михайлович — Указом Президента Российской Федерации от 22 января 1992 г. № 32 назначен Государственным советником Российской Федерации по вопросам внешней политики; Указом Президента Российской Федерации от 8 августа 1992 г. № 837 в связи с преобразованием должности государственного советника Российской Федерации в должность советника Президента Российской Федерации назначен советником Президента Российской Федерации по вопросам внешней политики

## Положения о Государственных советниках
1. Положение о Государственном советнике РСФСР по правовой политике и его Службе — утверждено распоряжением Президента РСФСР от 13 августа 1991 г. № 16-рп
2. Положение о Государственном советнике РСФСР — Секретаре Комиссии при Президенте РСФСР по разработке предложений по статусу, структуре и порядку деятельности Совета безопасности РСФСР и его Службе — утверждено распоряжением Президента РСФСР от 19 сентября 1991 г. № 45-рп
3. Положение о Государственном советнике РСФСР по экологии и здравоохранению и его Службе — утверждено распоряжением Президента РСФСР от 7 октября 1991 г. № 51-рп
4. Положение о Государственном советнике РСФСР по обороне и его Службе — утверждено распоряжением Президента РСФСР от 20 октября 1991 г. № 61-рп
5. Положение о Государственном советнике РСФСР по взаимодействию с общественными объединениями и его Службе — утверждено распоряжением Президента РСФСР от 25 октября 1991 г. № 65-рп
6. Положение о Государственном советнике Российской Федерации по политическим вопросам и его Службе — утверждено распоряжением Президента Российской Федерации от 15 февраля 1992 г. № 50-рп
7. Положение о Государственном советнике Российской Федерации по политике в области экологии и охраны здоровья и его Службе — утверждено распоряжением Президента Российской Федерации от 24 февраля 1992 г. № 73-рп
8. Положение о Государственном советнике Российской Федерации по вопросам охраны границы и его Службе — утверждено распоряжением Президента Российской Федерации от 12 марта 1992 г. № 109-рп
9. Положение о Государственном советнике Российской Федерации по вопросам конверсии и его Службе — утверждено распоряжением Президента Российской Федерации от 21 марта 1992 г. № 120-рп
10. Положение о Государственном советнике Российской Федерации по экономическим и социальным вопросам Содружества государств и его Службе — утверждено распоряжением Президента Российской Федерации от 10 апреля 1992 г. № 168-рп